# Korop (Sprache)
Die Sprache Dorop, Eigenbezeichnung Korop, auch bekannt als Ododop oder Erorop, ist eine Obere Cross-River-Sprache von Nigeria und Kamerun.
Das Korop wurde im Jahre 2000 noch von 10.200 Personen in Nigeria und von 7.440 Personen im Kamerun gesprochen. Die Sprecher der Sprache sind das Volk der Korop.